# Liste der Kulturdenkmäler in Bermel
In der Liste der Kulturdenkmäler in Bermel sind alle Kulturdenkmäler der rheinland-pfälzischen Ortsgemeinde Bermel einschließlich des Ortsteils Fensterseifen aufgeführt. Grundlage ist die Denkmalliste des Landes Rheinland-Pfalz (Stand: 27. Oktober 2023).

## Einzeldenkmäler
| Bezeichnung | Lage                                 | Baujahr         | Beschreibung                                                                       | Bild                                    |
| ----------- | ------------------------------------ | --------------- | ---------------------------------------------------------------------------------- | --------------------------------------- |
| Wohnhaus    | Fensterseifen, Windstraße 6          | 19. Jahrhundert | Unterstallhaus; Fachwerkbau, teilweise massiv, 19. Jahrhundert                     | Direkt Bild zu diesem Denkmal hochladen |
| Kapelle     | Heunenhof, Bauersweg, bei Nr. 6 Lage | 1485            | eingeschossiger Saalbau, angeblich von 1485, eher aus dem 18. oder 19. Jahrhundert | BW                                      |